# 謝爾登 (明尼蘇達州)
謝爾登（英語：Sheldon）是位於美國明尼蘇達州休斯頓縣的一個非建制地區。

## 歷史
謝爾登的郵局於1856年設立，其後於1903年停運。此地得名自其建立者之一朱利葉斯·C·謝爾登（Julius C. Sheldon）。

## 地理
謝爾登所處的海拔為高於海平面231米（即758英呎），而該地所採用的時區為UTC-6，即北美中部時區（CST）。同時該地設有夏令時間，為UTC-6調快一小時，即UTC-5（CDT）。